# Барон Грантли

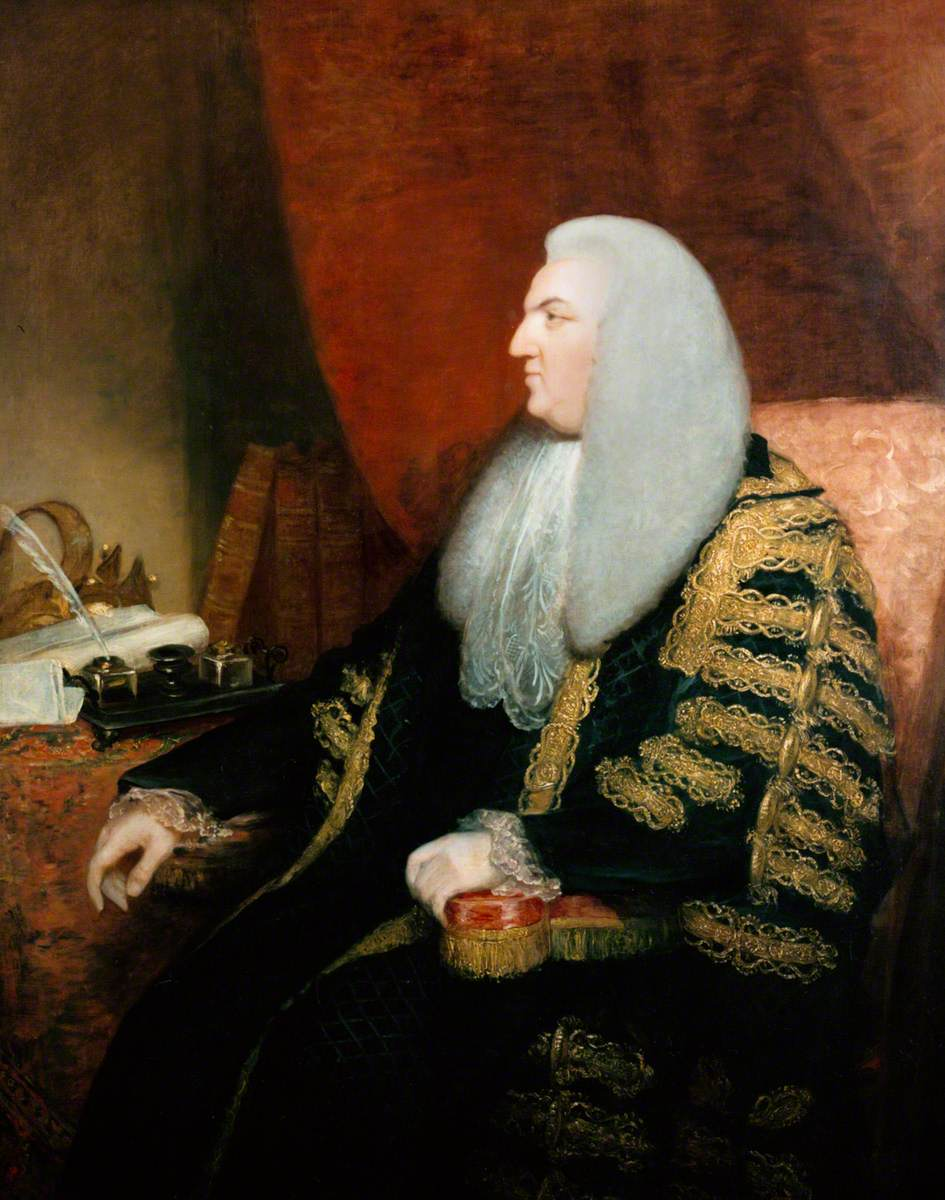
Флетчер Нортон, 1-й барон Грантли

Барон Грантли из Маркенфилда в графстве Йоркшир — наследственный титул в системе Пэрства Великобритании.

## История
Титул барона Грантли был создан 9 апреля 1782 года для сэра английского политика Флетчера Нортона (1716—1789). Он заседал в Палате общин от Апплби (1756—1761), Уигана (1761—1768) и Гилфорда (1768—1782), занимал должности генерального солиситора Англии и Уэльса (1762—1763), генерального атторнея Англии и Уэльса (1763—1765) и спикера Палаты общин (1770—1780). Его сын, Уильям Нортон, 2-й барон Грантли (1742—1822), также был политиком и представлял в Палате общин Ричмонд (1768—1774, 1775—1780), Уигтаун (1774—1775), Гилфорд (1782—1784) и Суррей (1784—1789). Его преемником стал его племянник, Флетчер Нортон, 3-й барон Грантли (1796—1875). Он участвовал в битве при Ватерлоо в 1815 году, но скончался бездетным. После его смерти титул перешел к его племяннику, Томасу Бринсли Нортону, 4-му барону Грантли (1831—1877). По состоянию на 2023 год носителем титула являлся праправнук последнего, Ричард Уильям Бринсли Нортон, 8-й барон Грантли (род. 1956), который стал преемником своего отца в 1995 году.

## Бароны Грантли (1782)
- 1782—1789: Флетчер Нортон, 1-й барон Грантли (23 июня 1716 — 1 января 1789), старший сын Томаса Нортона (ок. 1684—1719) из Грантли[1];
- 1789—1822: Уильям Нортон, 2-й барон Грантли (19 февраля 1742 — 12 ноября 1822), старший сын предыдущего[2];
- 1822—1875: Флетчер Нортон, 3-й барон Грантли (14 июля 1796 — 28 августа 1875), старший сын достопочтенного Флетчера Нортона (1744—1820), второго сына 1-го барона Грантли[3];
- 1875—1877: Томас Бринсли Нортон, 4-й барон Грантли (4 ноября 1831 — 24 июля 1877), второй сын достопочтенного Джорджа Чаппли Нортона (1800—1875), внук достопочтенного Флетчера Нортона (1744—1820), второго сына 1-го барона Грантли[4];
- 1877—1943: Джон Ричард Бринсли Нортон, 5-й барон Грантли (1 октября 1855 — 5 августа 1943), единственный сын предыдущего[5];
- 1943—1954: Ричард Генри Бринсли Нортон, 6-й барон Грантли (2 апреля 1892 — 17 июля 1954), единственный сын предыдущего[6];
- 1954—1995: Джон Ричард Бринсли Нортон, 7-й барон Грантли (30 июля 1923 — 24 июня 1995), единственный сын предыдущего[7];
- 1995 — настоящее время: Ричард Уильям Бринсли Нортон, 8-й барон Грантли (род. 30 января 1956), старший сын предыдущего[8];
  - Наследник титула: достопочтенный Фрэнсис Джон Хилари Нортон (род. 28 сентября 1960), второй сын 7-го барона и младший брат предыдущего[9];
    - Наследник наследника: Джон Ференц Бринсли Нортон (род. октябрь 2005), единственный сын предыдущего.